# Francuskie Siły Wewnętrzne

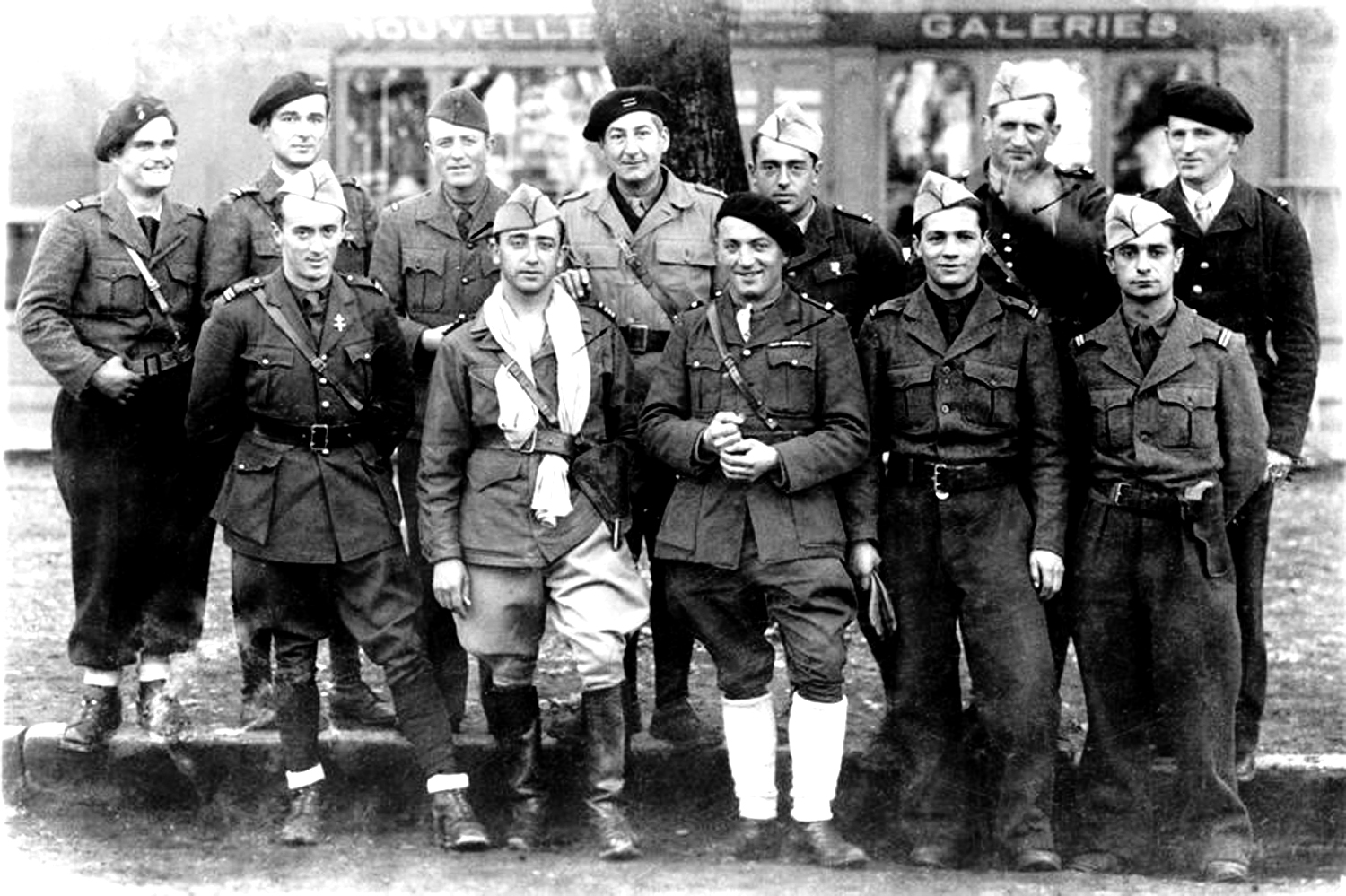
Bojownicy ORA-FFI z pirenejskiego Wolnego Korpusu mjr André Pommiès

Francuskie Siły Wewnętrzne (fr. Forces Françaises de l'Intérieur, w skrócie FFI) – jednolita organizacja jednocząca wszystkie stronnictwa francuskiego Ruchu Oporu w czasie II wojny światowej.
Proces zjednoczenia „La Résistance” trwał od 1942. Działania dążące do tego nasiliły się w roku 1943, przede wszystkim przez działalność Jeana Moulina – delegata Komitetu Wolnej Francji, powstały ruchy koordynujące działalność ruchów i siatek i doprowadzające do ich współpracy na polu walki. 1 lutego 1944 organizacje Ruchu Oporu, z których największe były Tajna Armia (Armée Secrète), Wolni Strzelcy i Partyzanci (Francs-Tireurs et Partisans) i Organizacja Oporu Armii (Organisation de Résistance de l'Armée), osiągnęły ostateczne porozumienie, łącząc się we Francuskie Siły Wewnętrzne.
Podział dowództwa na „londyńskie” i „krajowe” spowodował wiele napięć i nieporozumień. W terenie organizacja scaleniowa początkowo ograniczyła się do stworzenia lokalnych sztabów, jednocześnie scalanie oddziałów przebiegało powoli, gdyż każda z organizacji (szczególnie FTP) dążyła do maksymalnego zachowania autonomii i jej podkreślenia.

## Organizacje tworzące FFI

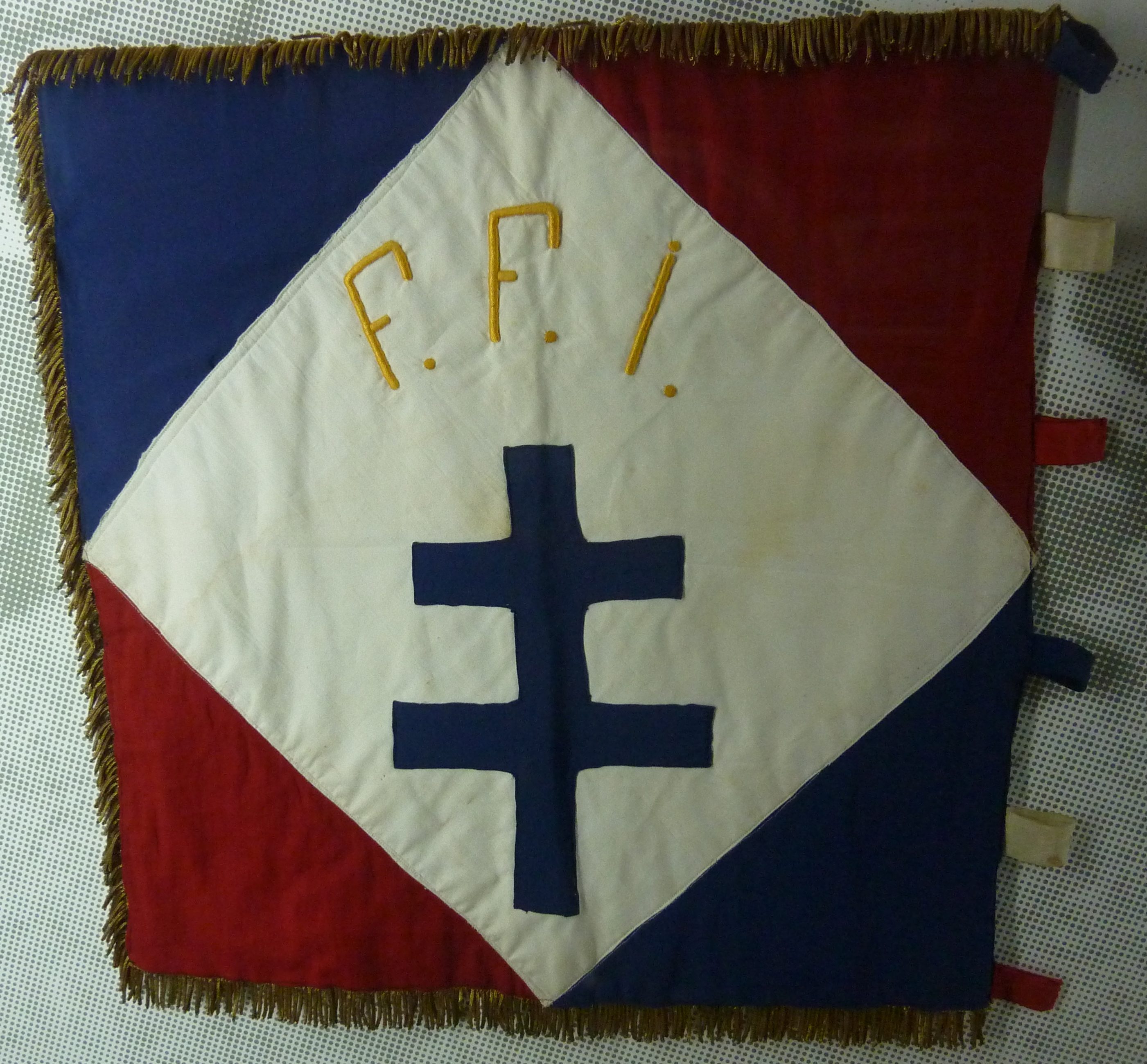
Sztandar 2 kompanii 1 Batalionu FFI z Finistère

W skład Francuskich Sił Wewnętrznych weszły wszystkie istniejące dotychczas organizacje Ruchu Oporu, m.in.:
- Tajna Armia (Armée Secrète, AS) – powstała we wrześniu 1944 wierna generałowi de Gaulle’owi organizacja wojskowa stworzona z połączenia prawicowej Walki i lewicowych Wyzwolenie-Południe (Libération-Sud) i Wolnych Strzelców (Franc-Tireur) ze strefy południowej. Kierownictwo polityczne nad AS sprawował Ruch Zjednoczenia Ruchu Oporu (MUR). Swoje działania rozszerzyła na zachodnie departamenty strefy okupowanej.
- Wolni Strzelcy i Partyzanci (Francs-Tireurs et Partisans, FTP) – powstała w marcu 1942 organizacja wierna Frontowi Narodowemu na Rzecz Walki o Wyzwolenie i Niepodległość Francji (koalicja francuskiej skrajnej lewicy z częścią lewicy). Jej trzon stanowiły podległe Partii Komunistycznej Organizacja Specjalna (Organisation Spéciale), Bataliony Młodzieży (Bataillons de la Jeunesse) oraz Imigrancka Siła Robocza. Byli największym ruchem oporu oraz pierwszym działającym jednocześnie po obu stronach linii demarkacyjnej.
- Organizacja Oporu Armii (Organisation de Résistance de l'Armée, ORA) – powstała w strefie południowej na gruzach antyfaszystowskiej konspiracji wewnątrz byłej Armii Rozejmowej. W styczniu 1943 organizacja podporządkowała sięgenerałowi Giraud. Była to trzecia pod względem wielkości organizacja ruchu oporu we Francji. Latem 1943 rozpoczął się proces scaleniowy ORA i AS.
- Ruch Wyzwolenia Narodowego (Mouvement de Libération Nationale, MLN) – powstałe w styczniu 1944 zbrojne ramię MUR w strefie północnej tworzone przez centrystyczną Obronę Francji (Défense de la France), Ruch "Lotaryngia" (Le mouvement "Lorraine") i Ruch Oporu (Mouvement Résistance).
- Wyzwolenie-Północ (Libération-Nord) – niezależna od Wyzwolenia-Południe organizacja lewicowa działająca w strefie północnej od 1940.
- Organizacja Cywilna i Wojskowa (Organisation Civile et Militaire, OCM) – działająca od grudnia 1940 w strefie północnej organizacja tworzona zarówno przez lewicę, jak i prawicę[5].
- Ci z Wyzwolenia (Ceux de la Libération, CDLL) – prawicowa organizacja działająca w strefie północnej od 1940.
- Ci z Oporu (Ceux de la Résistance, CDLR) – apolityczna organizacja strefy północnej powstała w 1943.
- siatki ruchu oporu niezwiązane z żadną z powyższych organizacji.

## Droga do zjednoczenia

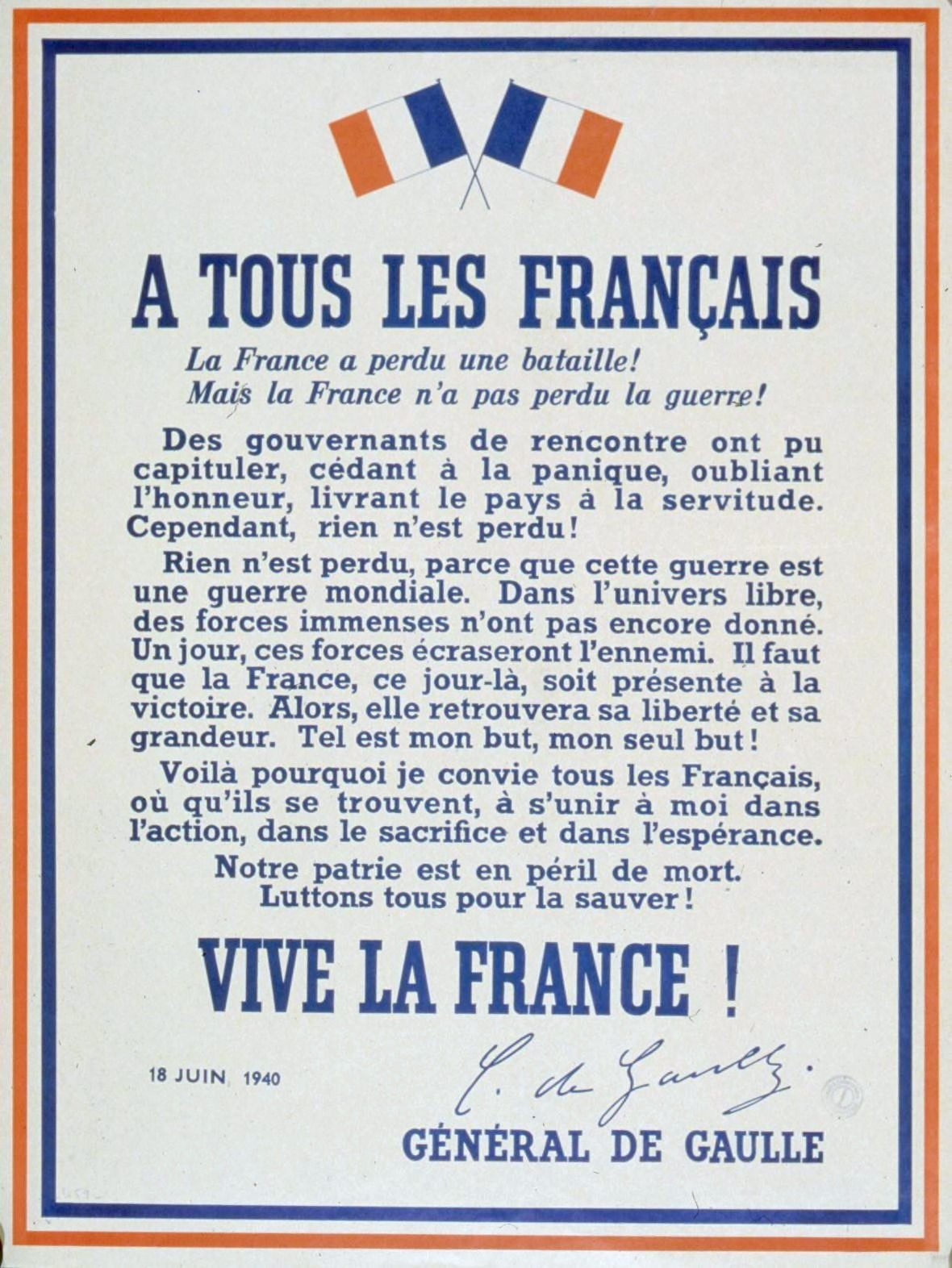
Apel gen. bryg. Charles’a de Gaulle’a z 18 czerwca 1940

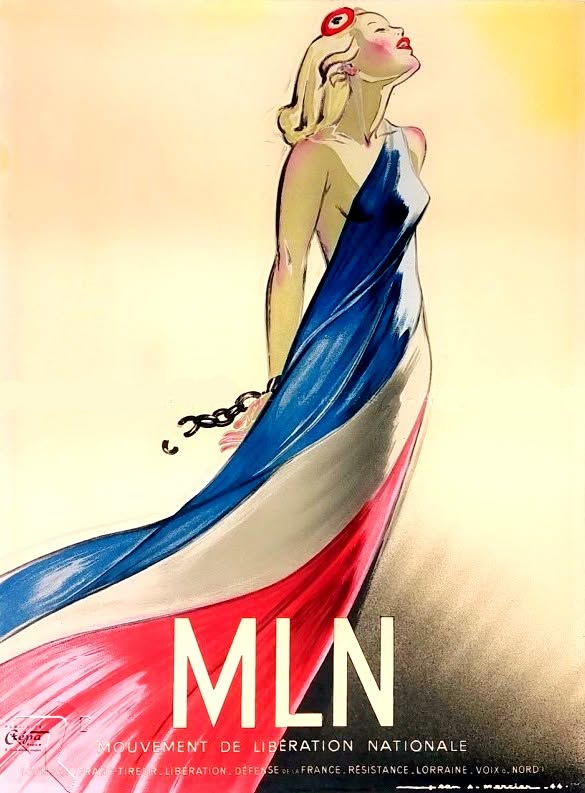
Plakat Ruch Wyzwolenia Narodowego

Ruch Oporu na ziemiach francuskich tworzyć się zaczął już po 18 lipca 1940, gdy Charles de Gaulle zaapelował do Francuzów o kontynuowanie walki z hitlerowskim najeźdźcą. Zarówno w strefie okupowanej jak i strefie wolnej zaczęły powstawać organizacje antyfaszystowskie. Ruch Oporu był jednak nieskoordynowany, organizacje tworzone były przez często skłóconych ze sobą patriotów o różniących się celach (w strefie okupowanej kładziono nacisk na walkę militarną z Niemcami, w strefie wolnej na propagandową z autorytarnym reżimem Vichy). Największymi organizacjami były tzw. "ruchy" mające charakter zarówno polityczny jak i militarny, najmniejszymi zaś siatki (najwięcej stworzono z inicjatywy SOE) specjalizujące się w konkretnych dziedzinach takich jak dywersja, wywiad, przerzut ludzi. Łącznie na terenie całej Francji powstało 21 ruchów i ponad 200 siatek.
Sytuacja Ruchu Oporu zaczęła się polepszać po roku 1941 kiedy do walki włączyła się Partia Komunistyczna, jedyna francuska partia polityczna, która dzięki zdelegalizowaniu przez rząd III Republiki 26 września 1939 nie została rozbita przez okupantów i Vichy. Władze partii rzuciły hasło aktywnej walki z Niemcami - prowadzenia działań dywersyjnych, tworzenia oddziałów partyzanckich i przeprowadzania zamachów na hitlerowskich urzędników. 	28 marca 1942 powołany przez komunistów rok wcześniej Front Narodowy utworzył Wolnych Strzelców i Partyzantów (FTP) – pierwszą organizację działającą jednocześnie w obu strefach.
Nocą z 31 grudnia 1941 na 1 stycznia 1942 na teren Francji powrócił były prefekt Eure-et-Loir, sierż. rez. Jean Moulin ps. "Max". Kilka miesięcy wcześniej przedostał się do Wielkiej Brytanii celem przedstawienia Komitetowi Wolnej Francji bardzo krytycznego raportu nt. działań oporu w kraju. Na skutek jego działań po powrocie do ojczyzny trzy największe organizacje ze strefy południowej: Wyzwolenie-Pułudnie (lewica), Wolni Strzelcy (lewica) i Walka (prawica) połączyły się we wrześniu 1942 w wierną gen. de Gaulle’owi Tajną Armię (AS). 27 listopada Moulin stworzył Ruch Zjednoczenia Ruchu Oporu (MUR), któremu podporządkowano AS pod względem politycznym. W roku 1943 powołał on do życia Krajową Radę Ruchu Oporu (CNR), która rozszerzyła swą działalność na strefę północną, nawiązując kontakt z tamtejszymi ruchami, m.in. Wyzwolenie-Północ (lewica) i Ci z Wyzwolenia (prawica). Na początku lata nawiązano kontakty z giraudyjską Organizacją Oporu Armii (ORA) a także z FTP. Aresztowanie i śmierć Jeana Moulin'a były dotkliwą stratą dla Ruchu Oporu, nie przeszkodziło ono jednak w zacieśnianiu współpracy między organizacjami.
1 lutego 1944, z inicjatywy Jacques’a Bingen'a, powstały Francuskie Siły Wewnętrzne. Podlegały one Centralnemu Komitetowi Ruchów Oporu (powstały także 1 lutego 1944) i Francuskiemu Komitetowi Wyzwolenia Narodowego (po 3 czerwca Rządowi Tymczasowemu), jednoczyły w sobie wszystkie dotychczas istniejące organizacje Ruchu Oporu. Akcja scaleniowa w terenie początkowo przebiegała z oporami przez chęć oddziałów do zachowania jak największej autonomii dlatego na samym początku skupiono się na stworzeniu wspólnych dowództw dla poszczególnych regionów. Dodatkowym utrudnieniem było także rozbicie dowództwa FFI: Komendant Krajowy gen. Pierre Kœnig urzędował w Londynie, szef sztabu (początkowo gen. "Pontcarral", zastąpiony następnie przez gen. "Joinville") przebywał natomiast w okupowanym kraju.

## Struktury centralne FFI

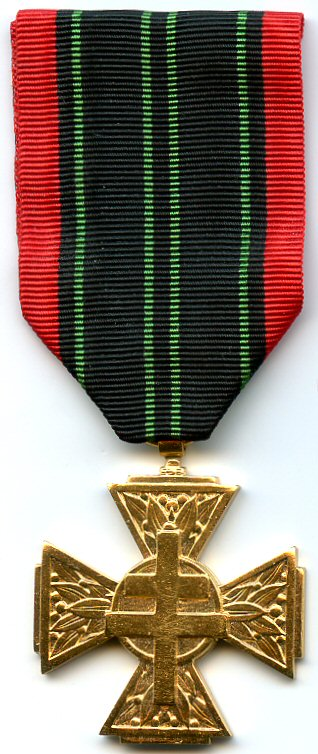
Krzyż Kombatanta-Ochotnika Ruchu Oporu

### Dowództwo Centralne
- Naczelny Komendant[10]:
  - gen. korpusu armii Marie-Pierre Kœnig (Wielka Brytania)
- Szefowie Sztabu:
  - gen. bryg. Pierre Dejussieu ps. "Pontcarral" (Francja) – do maja 1944 (aresztowany)
  - gen. bryg. Alfred Malleret ps. "Joinville" (Francja) – od maja 1944[11]

### Wojskowa Delegatura Narodowa (DZM)
Delegatami byli wysłannicy Francuskiego Komitetu Wyzwolenia Narodowego, a następnie Rządu Tymczasowego Republiki Francuskiej.
- Wojskowi Delegaci Francji
  - mjr Pierre Marchal ps. "Hussard"
  - mjr Louis Mangin ps. "Losange" (1943–1944)
  - mjr Maurice Bourgès-Maunoury ps. "Polygone"
  - płk Paul Ély ps. "Algèbre"
  - gen. bryg. Jacques Delmas ps. "Chaban"
- DZM "Nord"
  - mjr Pierre Marchal ps. "Hussard" (1943)
  - por. Jacques Delmas ps. "Arc" (1943)
  - płk André Rondenay ps. "Lemniscate", "Jarry" (1944)
- DZM "Sud"
  - płk Paul Ély ps. "Algèbre" (1943)
  - mjr Maurice Bourgès-Maunoury ps. "Polygone" (1944)
- Dwanaście Regionalnych Delegatur Wojskowych (DMR)
- Delegatury Wojskowe Departamentów (DMD)

### Centralny Komitet Ruchów Oporu
Powstał 1 lutego 1944 celem objęcia zwierzchności nad Francuskimi Siłami Wewnętrznymi. Tworzyły go:
- Ruch Strefy Południowej:
  - Maurice Chevance-Bertin
  - Maurice Kriegel-Valrimont
- Ruch Strefy Północnej:
  - Jean de Vogüé ps. "Vaillant"
- Front Narodowy na Rzecz Walki o Wyzwolenie i Niepodległość Francji:
  - Pierre Villon
- Sztab Główny FFI:
  - gen. bryg. Pierre Dejussieu ps. "Pontcarral" - do maja 1944 (aresztowany)
  - gen. bryg. Alfred Malleret ps. "Joinville" - od maja 1944[11]
- Delegaci CFLN i Rządu Tymczasowego:
  - Louis-Eugène Mangin,
  - gen. bryg. Jacques Delmas ps. "Chaban"
- Doradca techniczny:
  - gen. Georges Revers.

## Struktury terenowe FFI

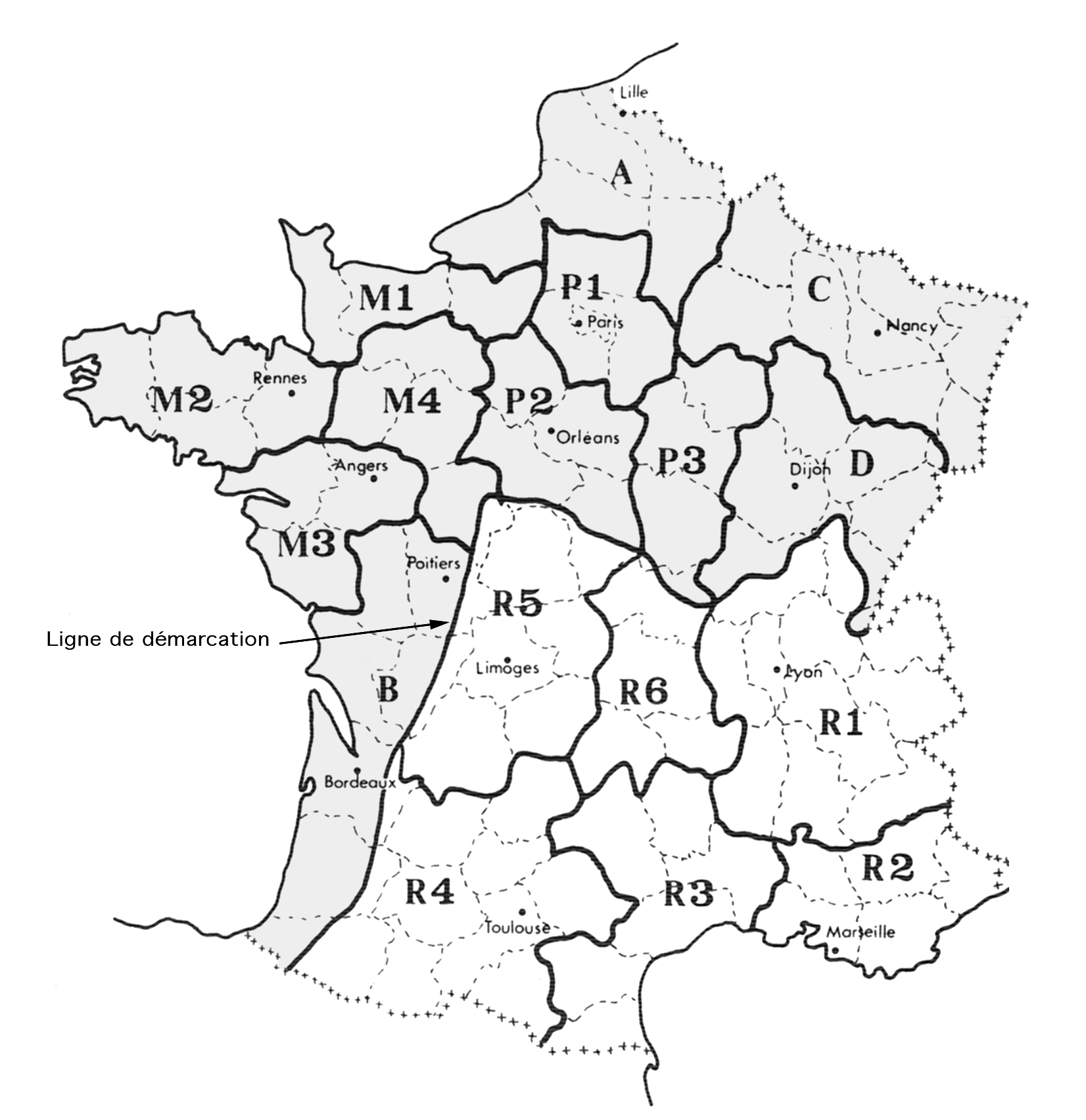
Organizacja terenowa Francuskich Sił Wewnętrznych

Na dowództwa terenowe FFI składali się: komendant regionu, regionalny delegat wojskowy i oficer operacji lotniczych zajmujący się przyjmowaniem zrzutów. Byli oni wysyłani przed Dowództwo Centralne Francuskich Sił Wewnętrznych w często nieznane sobie tereny, ich głównym zadaniem było skoordynowanie działalności Ruchu Oporu, jego zjednoczenie oraz kontrola. Faktycznie dowództwa terenowe spoczywały jednak w rękach szefów siatek i dowódców maquis pełniących często obowiązki komendantów departamentalnych.
Większość regionalnych komendantów i delegatów została odznaczona Orderem Wyzwolenia i przyjęta w skład jego Zakonu.
Regiony w strefie południowej (Państwo Francuskie okupowane od 1942) określono literą "R" (Région) i numerem. W strefie północnej (okupowanej od 1940) regiony określono literami "A" (Amiens), "B" (Bordeaux), "C" (Châlons-en-Champagne), "D" (Dijon), "M" (Le Mans) i "P" (Paryż). W przypadku strefy północnej kolejna cyfra po literze oznaczała podregion.

### Strefa południowa
Region R1:
- Komendant regionalny:

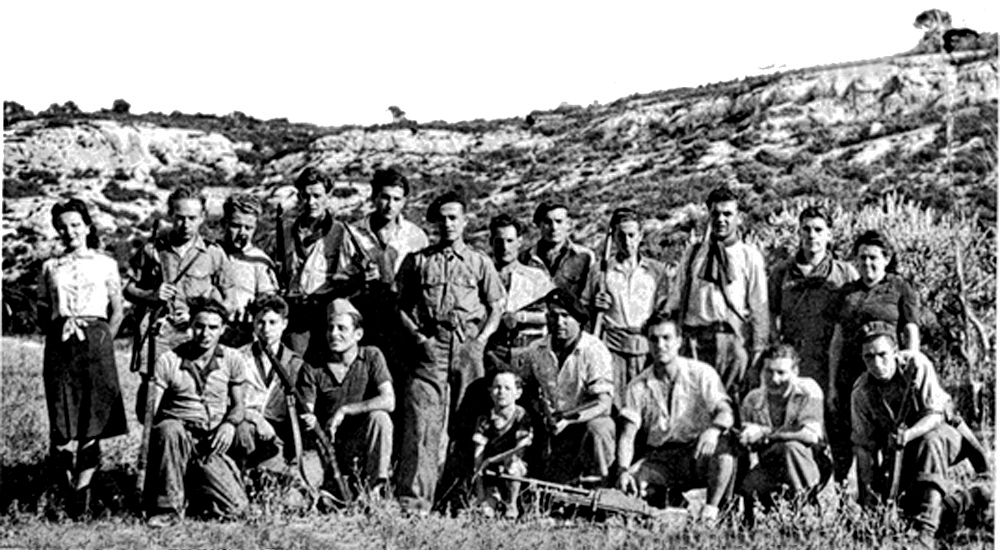
Oddział maquis AS-FFI ppłk Jeana Garcin ps. „Bayard” z regionu R2, lato 1944

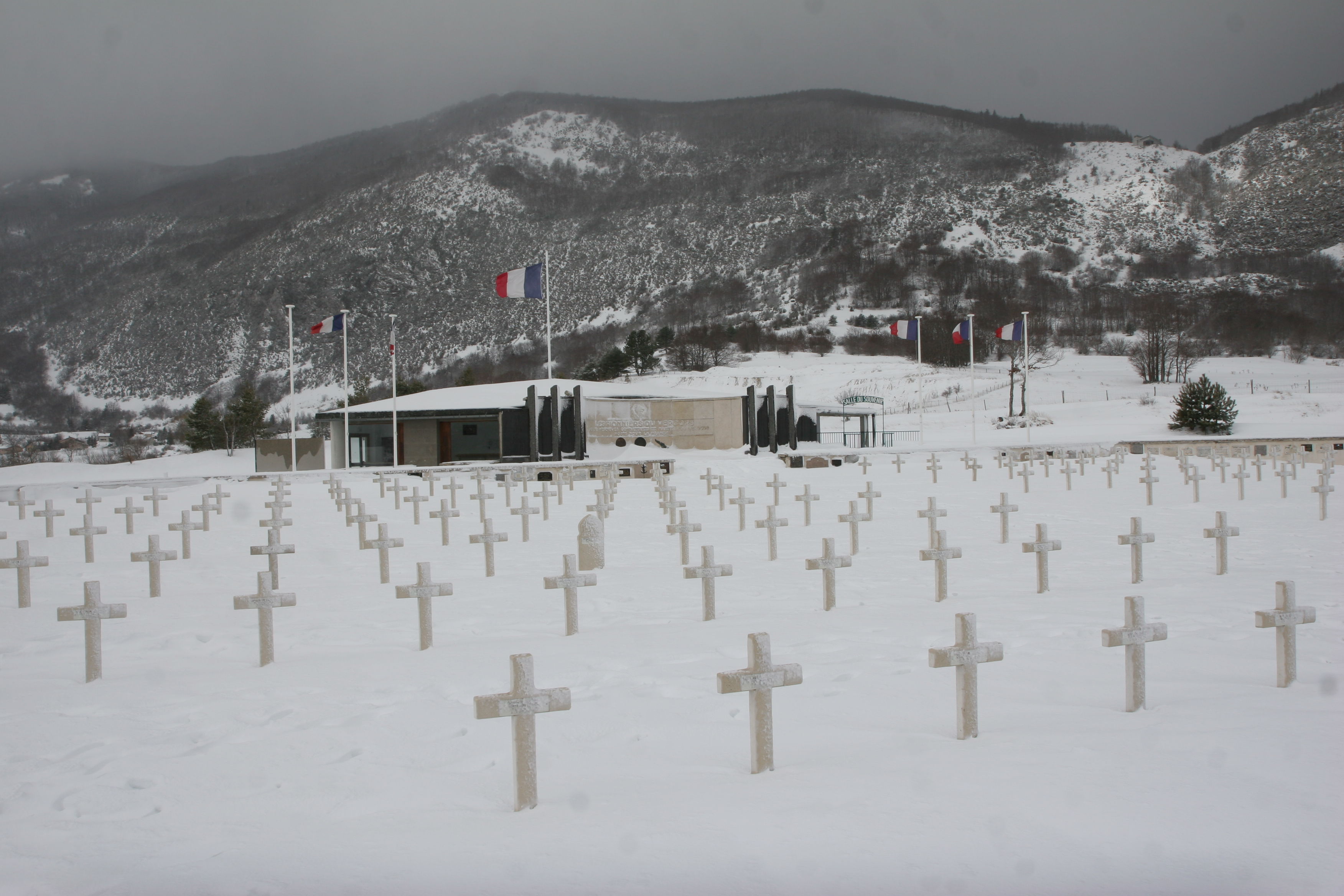
Partyzancki cmentarz w Vassieux-en-Vercors

  - płk Albert Chambonnet ps. "Didier"
  - płk Auguste Vistel ps. "Alban"
- Delegaci regionalni:
  - Maurice Bourgès-Maunoury ps. "Polygone"
  - Paul Leistenschneider ps. "Carré"
- Zastępca delegata:
  - Charles Gaillard ps. "Triangle"
- Szef operacji lotniczych:
  - Paul Rivière ps. "Galvani"
  - Pierre-Paul Ulmer
- Komendanci departamentalni:
  - Rodan – mjr Raymond Basset ps. "Mary"
  - Loara – mjr Jean Marey[13]
  - Ain, Haut-Jura oraz Saona i Loara – ppłk Henri Jaboulay
  - Sabaudia – ktp. Georges Héritier ps. "Blanchard"
  - Górna Sabaudia – mjr Joseph Lambroschini ps. "Nizier"
  - Isère – mjr Albert de Seguin de Reyniès (aresztowany przez Gestapo), mjr Alain Le Ray ps. "Ferval"
  - Drôme – ppłk Jean-Pierre de Lassus Saint Geniès ps. "Legrand"
  - Ardèche – mjr René Calloud

Region R2:
- Komendanci regionalni:
  - ppłk Robert Rossi ps. "Perret" (aresztowany w lipcu)
  - płk Jacques Renard ps. "Turpin" (aresztowany w lipcu)
  - płk Henry Simon ps. "Huitton"[14]
- Delegat regionalny:
  - Robert Burdet ps. "Circonférence"[15]
- Szefowie operacji lotniczych:
  - Camille Rayon ps. "Archiduc"
  - Adjoints Petitjean ps. "Binette"
  - Gaillard ps. "Triangle"
- Komendanci departamentalni:
  - Alpy Nadmorskie – kpt. Jacques Lecuyer
  - Delta Rodanu – mjr Lamaison ps. "Vauban"
  - Alpy Górnej Prowansji – André Melen ps. "Denan"
  - Alpy Wysokie – mjr Paul Héraud ps. "Dumont"
  - Vaucluse – ppłk Philippe Beyne ps. "d’Artagnan"
  - Var – kpt. Salvatori

Region R3:
- Dowództwo regionu:
  - komendant - płk Gilbert de Chambrun ps. "Carrel"
  - zastępca komendanta: ppłk Schumacher i ppłk Badel
  - szef sztabu - ppłk Chauliac
- Delegaci regionalni:
  - Paul Leistenschneider ps. "Carré"
  - płk Jacques Picard ps. "Sułtan"[16]
  - Lucien Cambas ps. "Trapèze"
- Komendanci departamentalni:
  - Gard – mjr Michel Bruguier ps. "Audibert"
  - Aude – por. Jean Bringer "Myriel"[17]
  - Aveyron i Hérault – mjr Bernard Henri Bonnafous "Richard", "Robin"
  - Lozère – płk Emile Peytavin
  - Pireneje Wschodnie – Dominique Cayrol

Region R4:
- Komendant regionu - płk Serge Asher ps. "Ravanel"
- Delegaci regionalni:
  - Paul Leistenschneider ps. "Carré""
  - Bernard Schlumberger ps. "Droite"
- Komendanci departamentalni:
  - Lot – mjr "Georges", następnie ppłk Roger Lecherbonnier ps. "Antoine"
  - Lot i Garonna – płk Alix Guérin ps. "Beck"
  - Tarn – Maurice Redon ps. "Durenque"
  - Tarn i Garonna – mjr Noël Duplan ps. "Chopin", "Nil"[18]
  - Gers – płk Marcel Lesur
  - Pireneje Wysokie – Coissard
  - Ariège – ppłk Camille Sourys ps. "Aubert"
  - Górna Garonna – płk Jean-Pierre Vernant ps. "Berthier"

Region R5:
- Komendant regionalny - płk Maurice Rousselier ps. "Rivier"
- Delegat regionalny - Eugène Déchelette ps. "Ellipse"
- Szef sekcji operacji lotniczych - płk Alain Grout de Beaufort
- Komendanci departamentalni:
  - Creuse i południowy Cher – ppłk Albert Fossey ps. "François"
  - Corrèze – ppłk Louis Godefroy ps. "Rivière", następnie ppłk Roger Lecherbonnier ps. "Antoine"
  - Haute-Vienne – ppłk Georges Guingouin ps. "Prefekt Maquis"
  - Dordogne – ppłk Roger Ranoux ps. "Hercule"
  - Indre – ppłk Paul Mirguet ps. "Surcouf"

Region R6:
- Komendant regionalny - płk Émile Coulaudon ps. "Gaspard"
- Delegaci regionalni:
  - kpt. Alexandre de Courson de la Villeneuve ps. "Pyramide"
  - Puis Guy Vivier ps. "Isotherme"
- Szefowie sekcji operacji lotniczych:
  - Paul Schmidt ps. "Kim"
  - płk Alain Grout de Beaufort ps. "Jac"
  - Yves Léger ps. "Évêque"
  - Pierre-Paul Ulmer
- Komendanci departamentalni:
  - Allier – mjr  Ernest Franck
  - Cantal – ppłk Charles Mondange
  - Górna Loara – mjr Serge Zapalski ps. "Gévolde"
  - Puy-de-Dôme – ppłk Jean Garcie ps. "Gaston"

### Strefa północna
Region P:
- Delegaci regionalni:

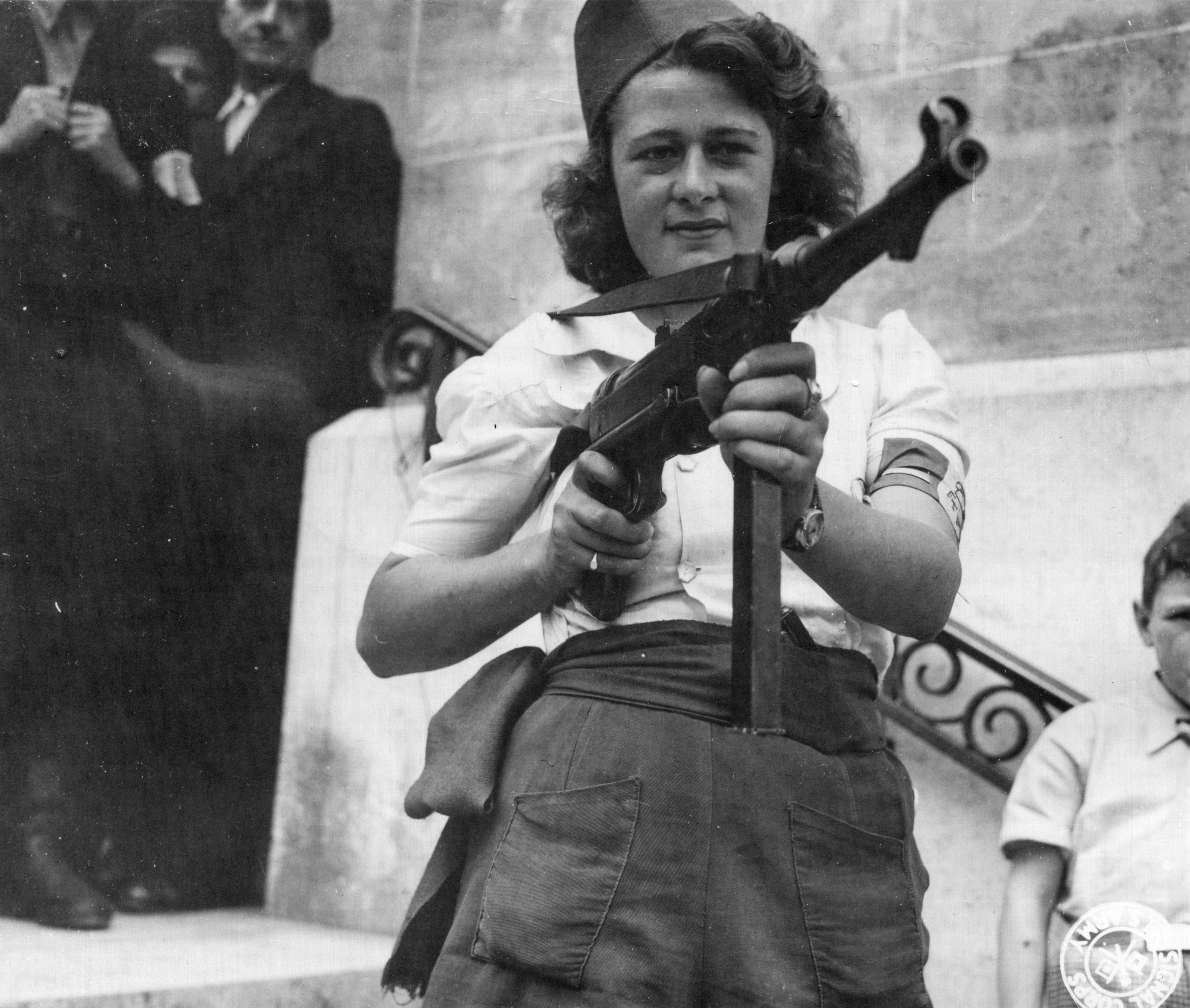
Simone Segouin ps. „Nicole” - bojowniczka FTP-FFI z Chartres w podregionie P2

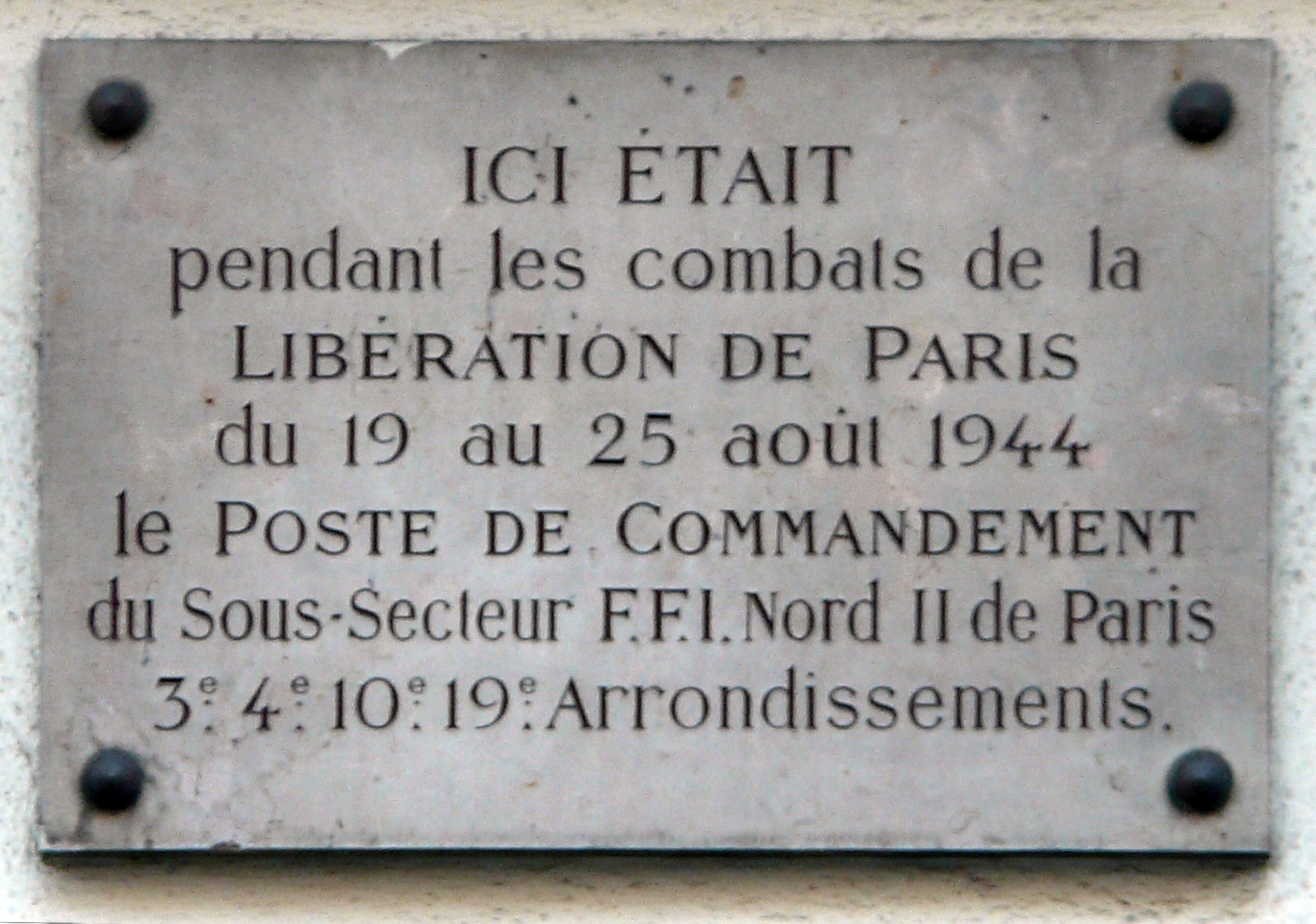
Tablica upamiętniająca północnoparyskie dowództwo FFI

  - inż. André Boulloche ps. "Segment" (aresztowany)
  - André Rondenay ps. "Lemniscate"
- Podregion P1:
  - Komendanci podregionalni - Pierre Pène ps. "Périco" (aresztowany), następnie ppłk Henri Tanguy ps. "Rol"[19]
  - Przewodniczący Paryskiego Komitetu Wyzwolenia - André Tollet
  - Komendanci departamentalni:
    - Sekwana – inż. Aimé Lepercq (aresztowany), Pierre-André Lefaucheux (aresztowany) i ppłk Jean Teissier de Marguerittes ps. "Lizé"
    - Sekwana i Oise – Philippe Viannay (część północna) i ppłk Jacques Pastor (część południowa)
    - Sekwana i Marna – mjr Hubert Desouche ps. "Dugas"
    - Oise – Fromont (Fromonot) Monturat ps. "Dupont"
- Podregion P2:
  - Loiret – mjr Auguste Watremez
  - północny Cher – ppłk Arnaud de Vogüé ps. "Colomb"
  - Eure-et-Loir – Maurice Clavel ps. "Sinclair"
  - Loir-et-Cher – ppłk Valin de la Vaissière ps. "Vaslin" (północ), i ppłk Vésine de la Rüe ps. "Bayard", "Dufour" (południe)
- Podregion P3:
  - Komendant podregionu - płk Jean-Marie de Chézelles ps. "Crespin"
  - Komendanci departamentalni:
    - Aube – Emile Alagiraude ps. "Montcalm"
    - Yonne – Marcel Choupot ps. "Chollet" (aresztowany), następnie płk Adrien Sadoul "Chevrier"
    - Nièvre – płk Roche ps. "Moreau"

Region A:
- Komendant regionalny - Gaston Dassonville
- Szef sztabu - płk Jean Lejeune ps. "Bastien"
- Delegaci regionalni:
  - Raymond Fassin ps. "Sif", "Piquier", "Comète"
  - Guy Chaumet ps. "Cissoïde", "Mariotte"
- Szef operacji lotniczych - Paul Rivière
- Komendanci departamentalni:
  - Somma – Augustin Petin "Breton"
  - Pas-de-Calais – Gaston Dassonville
  - Aisne – ppłk de Sarrazin ps. "Auvergne"
  - Sekwana Nadmorska – kpt. René Phelipeau ps. "Multrier"

Region B:
- Komendant regionalny - gen. bryg. Jean-Baptiste Morraglia ps. "Lemaître"
- Delegaci regionalni:
  - Claude Bonnier ps. "Hypoténuse"
  - Gaillard ps. "Triangle"
- Komendanci departamentalni:
  - Landy – Léonce Dussarat ps. "Léon des Landes"
  - Deux-Sèvres – ppłk Edmond Proust ps. "Gapit", "Chaumette"
  - Wendea – ppłk Maurice Baffert
  - Charente-Maritime – Gaston Thibaudeau, następnie Maurice Charlatte

Region C:
- Komendant regionalny - gen. bryg. Gilbert Grandval ps. "Planète"
- Delegat regionalny - André Schock ps. "Diagonale"
- Szef operacji lotniczych - kpt. Michel Pichard
- Komendanci departamentalni:
  - Marna – Pierre Bouchez
  - Ardeny – mjr Fournier
  - Moza – por. Yvan Beausire ps. "Leclerc"
  - Mozela – mjr Alfred Krieger ps. "Grégor"
  - Meurthe i Mozela – Charles Thomas ps. "César"[20]
  - Wogezy – mjr Gonand i Auguste Delafenêtre
  - Górny Ren – Paul Winter
  - Dolny Ren – mjr Georges Kiefer ps. "François"

Region D:
- Komendant regionalny - płk Baruteau, następnie Claude Monod
- Delegaci regionalni:
  - Pierre Hanneton ps. "Ligne"
  - Davout d'Auerstaedt ps. "Ovale"
- Komendanci departamentalni:
  - Górna Marna – płk Emmanuel Edmond Marie de Grouchy
  - Côte-d’Or – płk Pratt (aresztowany), mjr René Alizon ps. "Guy"
  - Górna Saona – Paul Guépratte
  - Doubs – ppłk Jean Maurin

Region M:
- Komendant regionalny - płk  Marcel Girard ps. "Moreau"
- Zastępca komendanta -  Pierre Harivel ps. "Pradel"
- Delegaci regionalni:
  - Valentin Abeille ps. "Fantassin"
  - Jean Kammerer ps. "Archer"
- Podregion M1 (Calvados, Manche i Eure):
  - Komendant podregionu - Eugène Meslin ps. "Morvain"
- Podregion M2 (Ille-et-Vilaine, Côtes-d’Armor, Morbihan i Finistère):
  - Komendant podregionu - gen. dyw. Louis-Alexandre Audibert ps. "Alexandre"
- Podregion M3 (Loara Atlantycka, Maine i Loara, Wendea)
  - Komendant podregionu - gen. dyw. Louis-Alexandre Audibert ps. "Alexandre"
- Podregion M4 (Orne, Sarthe, Mayenne, Indre i Loara)
  - Komendant podregionu - Dhomme ps. "Lavisse", "Grégoire"

## Wykaz stopni, umundurowanie i symbolika

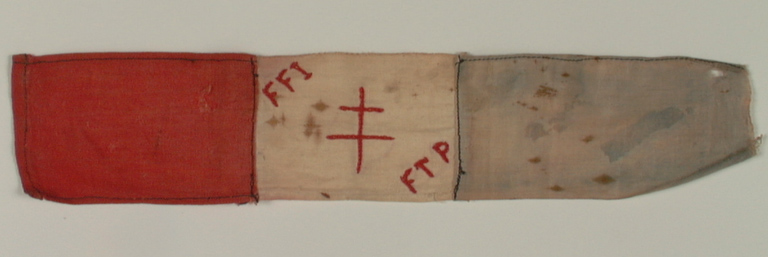
Opaska produkcji lokalnej należąca do bojownika FFI wywodzącego się z FTP

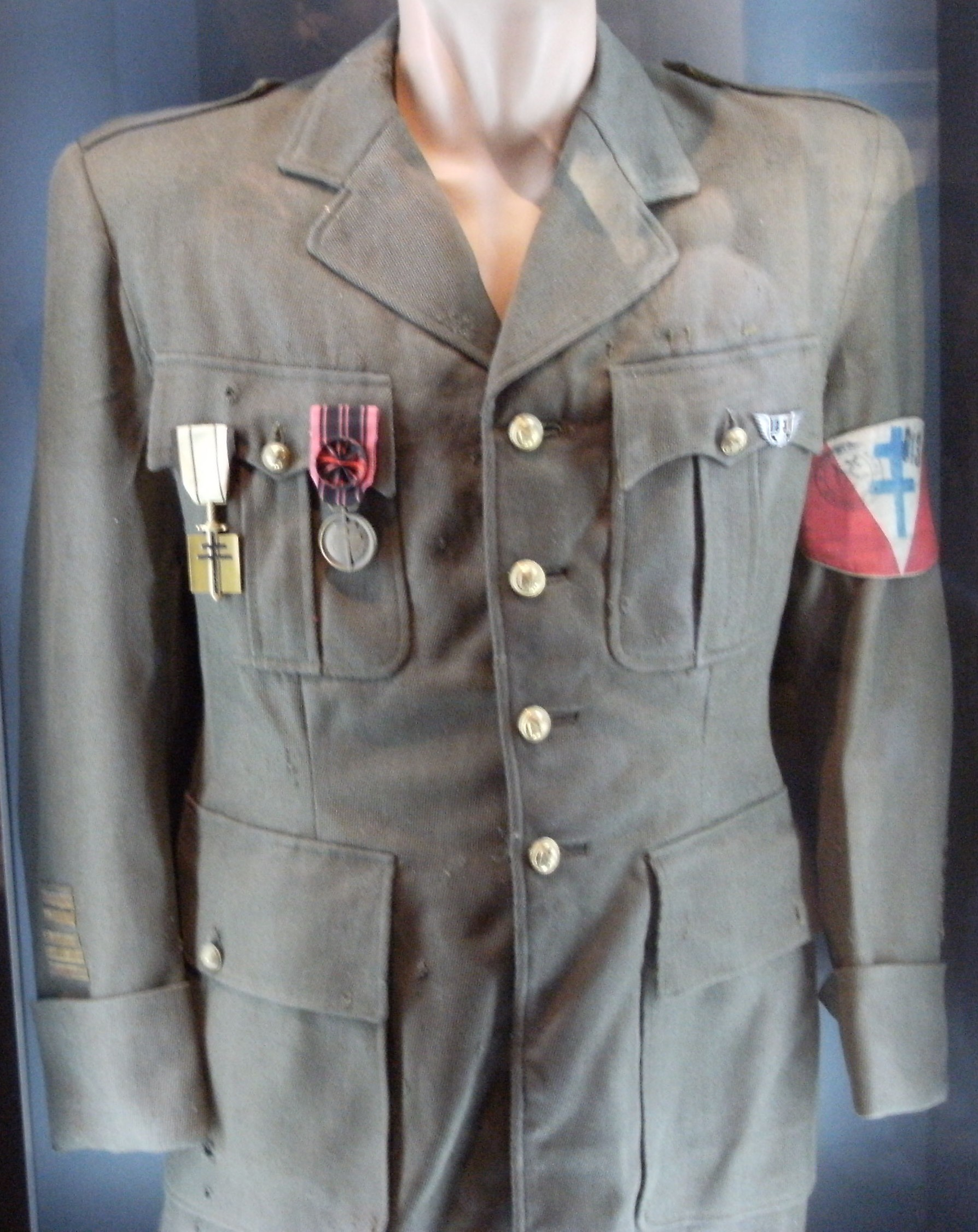
Mundur płk Émile'a Coulaudon ps. "Gaspard", komendanta FFI w regionie R6

We Francuskich Siłach Wewnętrznych przyjęty został wykaz stopni wojskowych używanych w wojskach lądowych regularnej Francuskiej Armii Wyzwolenia:
- szeregowy (Soldat)
- starszy szeregowy (Soldat de première classe)
- kapral (Caporal)
- starszy kapral (Caporal-chef)
- sierżant (Sergent)
- starszy sierżant (Sergent-chef)
- chorąży (Adjudant)
- starszy chorąży (Adjudant-chef)
- aspirant (Aspirant)
- podporucznik (Sous-lieutenant)
- porucznik (Lieutenant)
- kapitan (Capitaine)
- major (Commandant)
- podpułkownik (Lieutenant-colonel)
- pułkownik (Colonel)
- generał brygady (Général de brigade)
- generał dywizji (Général de division)
- generał korpusu armii (Général de corps d'armée) – stopień ten posiadał Komendant Krajowy FFI Marie-Pierre Kœnig

Bojownicy FFI używali mieszanego umundurowania francuskiego (zarówno wz. 35 jak i wz. 41), brytyjskiego, amerykańskiego i niemieckiego oraz ubrań cywilnych (do rangi symbolu urosły czarne berety oraz kurtki rowerowe).
Ze względu na tę różnorodność często jedynym symbolem identyfikującym bojowników FFI były opaski noszone na lewym ramieniu, dostarczane drogą lotniczą z Algieru (przyjęta w maju lub w czerwcu, zapinana na pasek, składająca się ze zszytych ze sobą części granatowej i czerwonej, z naszytym pośrodku białym rąbem z czarnym krzyżem lotaryńskim; wzorowana na banderze wojennej Wolnej Francji) i Londynu (biała, wiązana, z nadrukowanymi w poziomie pasami niebieskim i czerwonym, krzyżem lotaryńskim pośrodku i umieszczonym pod nim miejscem na pseudonim bojownika). Przez duże zapotrzebowanie lokalne komórki FFI często same tworzyły opaski dla bojowników Ruchu Oporu (komenda FTP, dla podkreślenia swojej autonomii, wydała 14 lipca 1944 rozkaz umieszczania na opaskach obok skrótu FFI i krzyża lotaryńskiego skrótu FTP/FTPF/FN lub czapki wolności).

## Walka zbrojna

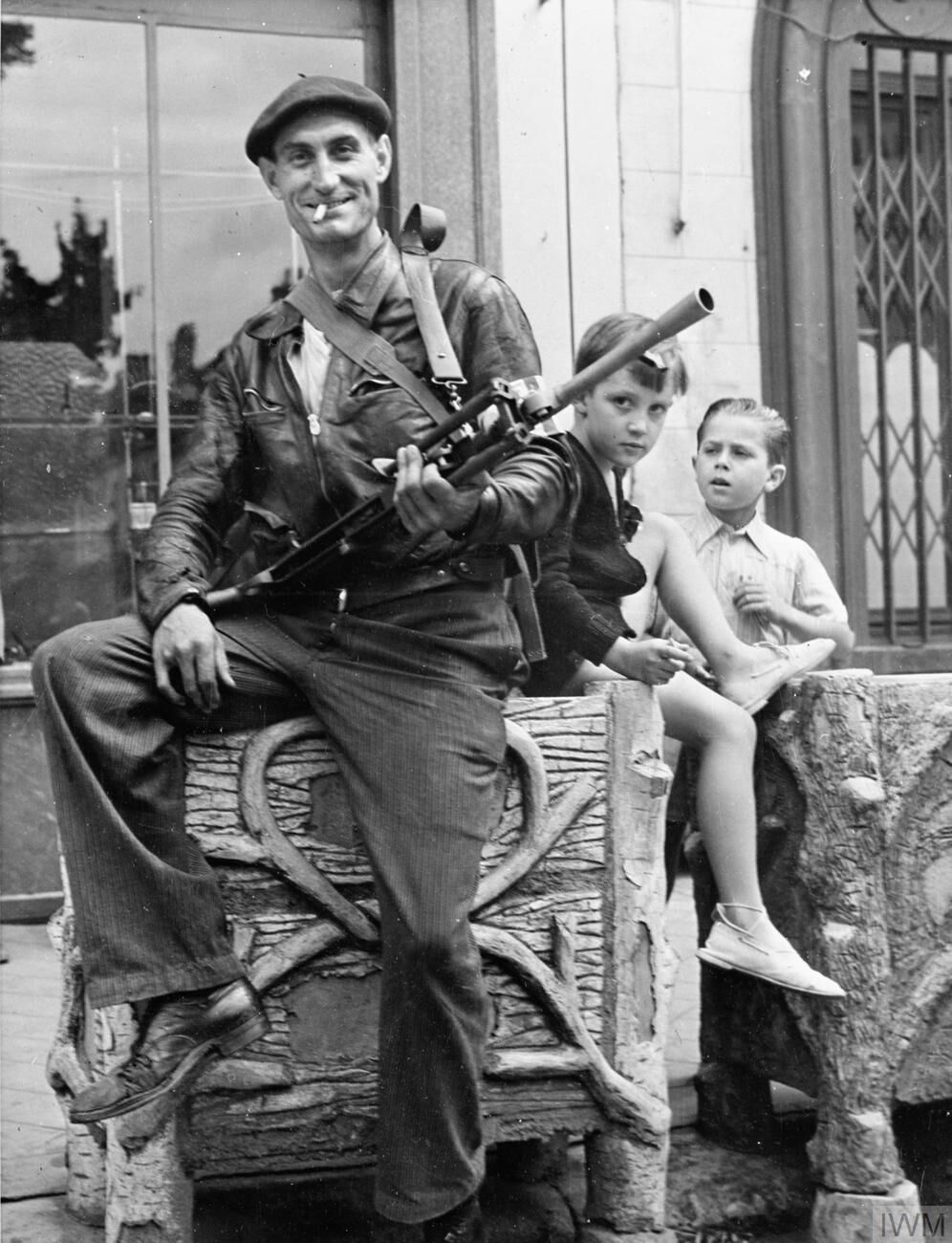
Bojownik FFI z Châteaudun

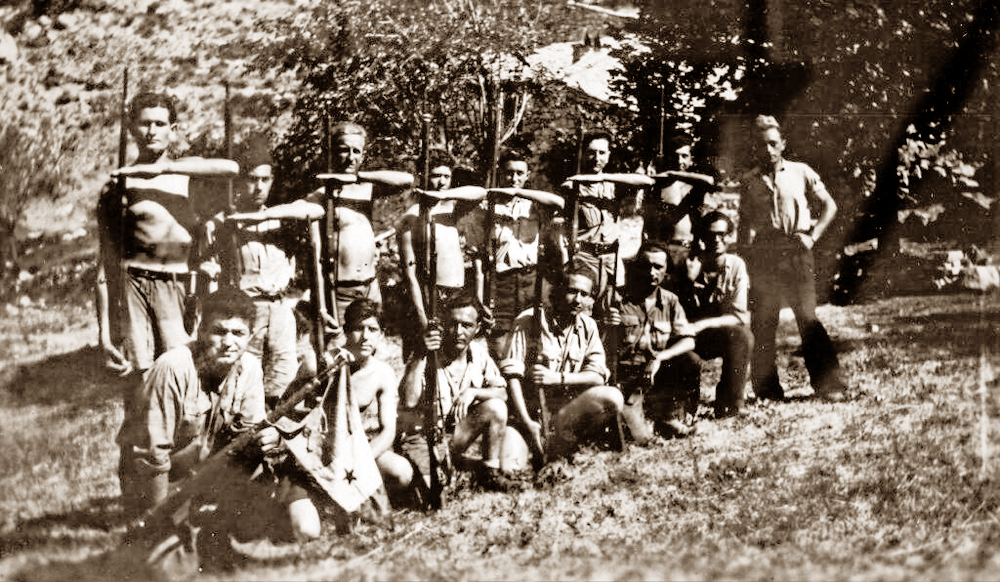
Partyzanci FTP-FFI z regionu R1

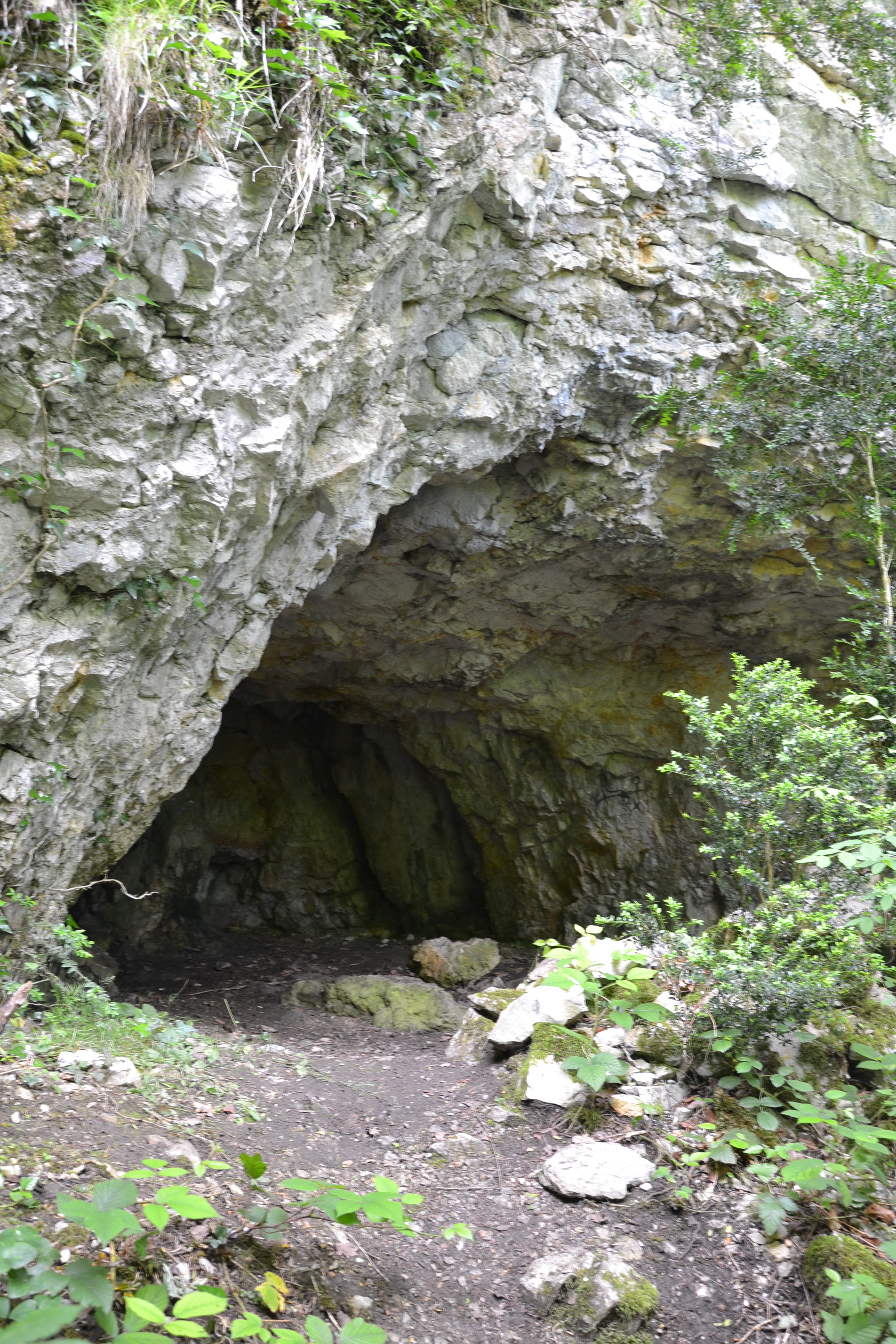
Partyzancka grota w Puivert, w regionie R3

Wiosna 1944 przyniosła wzmocnienie działalności partyzanckich i sabotażowych. Zgodnie z decyzją Generalnej Dyrekcji Służb Specjalnych (DGSS) Francja metropolitalna została podzielona na strefę maquis (nacisk na działalność partyzancką) obejmującą wszystkie regiony strefy południowej a także region D i podregion P1 ze strefy północnej oraz strefę sabotażu (nacisk na działalność dywersyjną) obejmującą pozostałe regiony strefy północnej. Lokalne dowództwa FFI przystąpiły do tworzenia wielkich redut maquis w oparciu o istniejące już wcześniej większe oddziały partyzanckie osiągające teraz stan pułków i brygad. Były to Reduta Masywu Centralnego, Reduta Alpejska, Reduta Pirenejska, Reduta Środkowo-Wschodnia (Jura-Wogezy-Morvan) oraz większe strefy maquis w Bretanii, Wandei, Charente, Normandii i Ardenach. W pierwszym półroczu 1944 RAF i USAF przerzuciły do okupowanej Francji 3627 ton zaopatrzenia wojskowego (łącznie SOE przekazało Ruchowi Oporu w czasie wojny ok. 10 tys. ton zaopatrzenia czyniąc z Francji drugie miejsce dostaw zaraz po Jugosławii). Jedną z największych bitew stoczonych przez FFI przed wybuchem powstania powszechnego była półtoramiesięczna batalia o płaskowyż Glières (wspólna bitwa AS, FTP i ORA zaczęła się jeszcze przed formalnym zjednoczeniem w FFI). Spośród 465 partyzantów 155 zginęło, 50 zostało rannych, a 160 dostało się do niewoli (zostali oni rozstrzelani lub deportowani do obozów koncentracyjnych). Zakończona klęską bitwa odbiła się jednak szerokim echem w społeczeństwie.
Nocą z 5 na 6 czerwca 1944 brytyjskie Radio BBC nadało komunikat „Alpejska kozica skacze”. Był to umówiony sygnał dla FFI do rozpoczęcia mobilizacji i powstania narodowowyzwoleńczego (mobilizacja prowadzona przez lokalne dowództwa FFI była sprzeczna z doktryną komendanta krajowego gen. Kœniga nakazującego podejmować aktywną walkę dopiero po zbliżeniu się Aliantów). Początkowo wystąpienia powstańców nie były ze sobą skoordynowane, nieudane próby wyzwolenia poszczególnych miast często kończyły się masakrami ludności cywilnej, z których najbardziej znana jest zbrodnia w Oradour-sur-Glane dokonana przez 2 Dywizję Pancerną SS „Das Reich” w zemście za porwanie SS-Stubaf Helmuta Kämpfe (rozstrzelanego później w odwecie za pacyfikację Oradour-sur-Glane i Combeauvert). Zgodnie z ustaleniami lotnictwo miało uszkadzać linie kolejowe w strefie północnej zaś FFI w południowej (w samym czerwcu ruch oporu wykonał 2731 ataków na linie kolejowe). Głównym zadaniem FFI było sparaliżowanie działań niemieckich sił zbrojnych i uniemożliwienie im koncentracji i przerzutu na front normandzki. Partyzanci uratowali przed zniszczeniem także wiele mostów stanowiących ważny węzeł komunikacyjny dla wojsk alianckich. Osobną formą walki powstańczej były prowadzone od maja strajki powszechne w różnych zawodach, m.in. na kolei, poczcie oraz we francuskiej policji i żandarmerii (najbardziej znane strajki miały miejsce w Paryżu). Do rangi symbolu i legendy urosła obrona górskiego masywu Vercors, gdzie maquis stworzyli wolną od okupacji republikę partyzancką. Kraj maquis został brutalnie spacyfikowany przez siły niemieckie (m.in. spadochroniarzy) i Vichy, którzy dopuścili się zbrodni mordując jeńców i ludność cywilną oraz paląc wioski. Z 4000-5000 maquis zginęło lub zostało zamordowanych 750.
15 sierpnia 1944 rozpoczęła się amerykańsko-francuska operacja lądowo-morska na południowo-wschodnim wybrzeżu mająca na celu wspomożenie jednostek walczących na północy. Spowodowała ona jeszcze większy napływ ochotników do FFI, które w tym czasie osiągnęły maksymalną liczbę 400-500 tys. bojowników (dostawy drogą lotniczą pozwoliły dozbroić zdecydowaną większość partyzantów). Francuskie Siły Wewnętrzne samodzielnie wyzwoliły połowę kraju, m.in. takie miasta jak Tuluza, Limoges, Nicea, Tulle czy Dax. W Prowansji wspólnie z rodakami z regularnej Francuskiej Armii Wyzwolenia oraz U.S. Army wyzwolono m.in. Marsylię i Tulon a także Dijon w środkowo-wschodniej Francji. W strefie sabotażu, ze względu na nasycenie wojsk niemieckich oraz warunki naturalne, FFI działały tylko małymi grupami prowadząc dywersję oraz atakując hitlerowców wspólnie z wojskami alianckimi (zdecydowana większość miejscowości na północy, m.in. Caen, Reims, Verdun i Calais, została wyzwolona w koordynacji Aliantów i FFI, jedynie większość Bretanii północnofrancuski Ruch Oporu opanował samodzielnie).
Najbardziej znaną bitwą stoczoną przez FFI jest powstanie paryskie, w którym 20-35 tys. bojowników Ruchu Oporu (z których uzbrojonych było tylko ok. 3000-5000) spróbowało własnymi siłami wyzwolić miasto. W ciągu pierwszych trzech dni (19, 20 i 21 sierpnia) powstańcy zdobyli ważne dla nich obiekty, m.in. ratusz i prefekturę policji, jednak ze względu na niedostatek broni umocnili zdobyte pozycje i zbudowali barykady na ulicach miasta wstrzymując dalszą ofensywę. Przełom nastąpił dopiero 24 sierpnia, gdy do Paryża weszły francuska 2 Dywizja Pancerna i bojownicy FFI spoza miasta (następnego dnia do powstańców dołączyła także amerykańska 4 Dywizja Piechoty). Insurekcja paryska zakończyła się po tygodniu walk całkowitym zwycięstwem powstańców i Aliantów przy niewielkich zniszczeniach w mieście (powodem tego był m.in. sprzeciw komendanta Twierdzy Paryż, gen. Dietricha von Choltitza, wobec osobistego rozkazu Adolfa Hitlera nakazującego zrównać miasto z ziemią).

## Zakończenie działalności

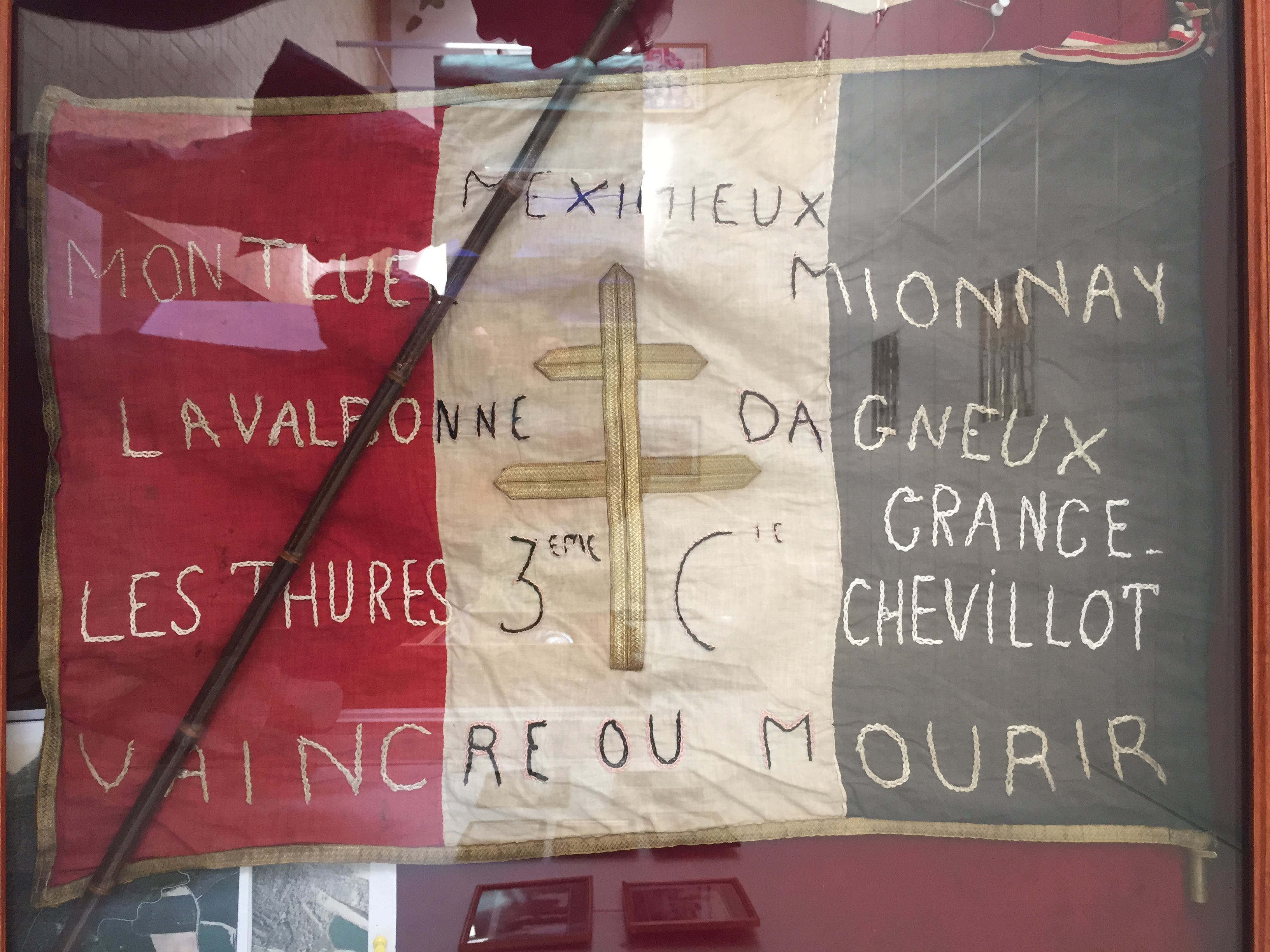
Sztandar maquis z regionu R1

Francuskie Siły Wewnętrzne zostały rozwiązane pod koniec września 1944, gdy zdecydowana większość Francji została wyzwolona. Pod okupacją pozostały jedynie część Lotaryngii i Alzacja (wyzwolone do stycznia 1945), na których FFI działały dość słabo ze względu na inną politykę hitlerowców spowodowaną włączeniem tych ziem do Rzeszy, oraz nadatlantyckie porty Saint-Nazaire, La Rochelle, Lorient, Rochefort, Royan oraz Dunkierka, bronione przez Niemców do wiosny 1945.
Gen. Dwight Eisenhower ocenił siłę FFI na równoznaczną ze wsparciem piętnastu dywizji wojsk regularnych.
Po wyzwoleniu Francji ok. 30% byłych bojowników FFI wstąpiło do regularnej Francuskiej Armii Wyzwolenia.

## Liczebność

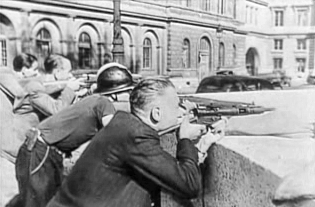
Bojownicy FFI na ulicach Paryża

W chwili zjednoczenia, w lutym 1944, Francuskie Siły Wewnętrzne liczyły 100 tys. bojowników. W sierpniu i we wrześniu stan liczebny powiększył  się do 400-500 tys. ludzi. Straty FFI szacowane są na 14-20 tys. (z czego ok. 3000 zamordowanych przez okupanta w egzekucjach).
Ok. 114-137 tys. byłych bojowników FFI wstąpiło do Francuskiej Armii Wyzwolenia. Większość z nich walczyła w szeregach 1 Armii Francuskiej na froncie w Niemczech i Austrii, pozostałych skierowano do Francuskich Sił Zachodnich - jednostek wojska francuskiego oblegających niemieckie garnizony w nadatlantyckich twierdzach.
W szeregach FFI oprócz Francuzów walczyli także obcokrajowcy, m.in. Polacy, Niemcy, Hiszpanie, Włosi, Ormianie i Luksemburczycy.

## Upamiętnienie
Po wojnie w całym kraju Francuskie Siły Wewnętrzne zostały upamiętnione licznymi pomnikami i muzeami. Wielu bojowników FFI za męstwo okazane w czasie wojny zostało nagrodzonych francuskimi orderami i odznaczeniami wojskowymi. 15 kwietnia 1954 ustanowiono pamiątkowy Krzyż Kombatanta-Ochotnika Ruchu Oporu.
FFI i ich bojownicy stali się bohaterami literatury (m.in. wspomnień „Życie i walka partyzantów”), filmów (m.in. „Czy Paryż płonie?” i Siła odwagi) oraz produkcji telewizyjnych (m.in. serial „Un village français”).
Sparodiowany Ruch Oporu pojawia się w brytyjskim sitcomie ’Allo ’Allo!, jednak w ostatnim sezonie ukazującym rok 1944 nigdy nie pada nazwa ani skrót Francuskich Sił Wewnętrznych (podobnie jak innych organizacji istniejących przed 1944).